# Bosco La Lizza e Macchia del Pagliarone
Bosco La Lizza e Macchia del Pagliarone este o arie protejată (arie specială de conservare — SAC, sit de importanță comunitară — SCI) din Italia întinsă pe o suprafață de 476 ha, integral pe uscat.

## Localizare
Centrul sitului Bosco La Lizza e Macchia del Pagliarone este situat la coordonatele 40°24′09″N 18°14′26″E / 40.4025°N 18.240556°E.

## Înființare
Situl Bosco La Lizza e Macchia del Pagliarone a fost declarat sit de importanță comunitară în iunie 1995 pentru a proteja 1 specie de plante și 2 specii de animale. Situl a fost protejat și ca arie specială de conservare în iulie 2015.

## Biodiversitate
Situată în ecoregiunea mediteraneană, aria protejată conține 2 habitate naturale: Păduri de Quercus ilex și Quercus rotundifolia, Pseudostepă cu ierburi și specii anuale de Thero-Brachypodietea.
La baza desemnării sitului se află mai multe specii protejate:
- plante (1): Stipa austroitalica
- reptile (2): șarpele cu patru dungi (Elaphe quatuorlineata), elaphe situla (Zamenis situla)

Pe lângă speciile protejate, pe teritoriul sitului au mai fost identificate 15 specii de plante, 2 specii de amfibieni, 3 specii de mamifere, 5 specii de reptile.